# 莫折念生
莫折念生（？—527年），北魏时期秦州起事领袖。

## 生平
莫折念生是羌族，秦州（今甘肃天水）人。524年，北魏治下的秦州刺史李彦刑法政令过于严厉，促使莫折念生和父親莫折大提杀李彦起兵。六月莫折大提病死，莫折念生称秦天子，年号天建。之后莫折念生派其弟东攻岐州（今陕西凤翔）斩都督元志、刺史裴芬之。次年，萧宝夤奉命到关中讨平莫折念生在河西的反叛。
孝昌三年（527年），莫折念生大败萧宝夤于泾州，岐州执刺史魏兰根亦应之，东征的先头部队已至潼关。九月，莫折念生被部下杜粲所杀，起事失败。